# Rosemary Radford Ruether
Rosemary Radford Ruether (Saint Paul, Minnesota, 2 de noviembre de 1936-Pomona, California, 21 de mayo de 2022) fue una académica feminista, filósofa, escritora, teóloga católica y ambientalista estadounidense conocida por sus importantes contribuciones al campo de la teología feminista.
Se la ha referido como una de las principales teólogas feministas cristianas de nuestro tiempo. Su campo de conocimiento y escritura es amplio, abarcando temas que van desde la teología feminista y el ecofeminismo, hasta temas como el antisemitismo y el conflicto palestino-israelí.
Fue una férrea defensora de la Ordenación de mujeres, un movimiento entre personas religiosas católicas que afirman la capacidad de las mujeres para servir como sacerdotes, a pesar de la sanción oficial. Desde 1985, se fue desempeñado como miembro de la junta del grupo pro elección Católicos por la Elección.

## Biografía
Nació el 2 de noviembre de 1936 en Saint Paul, Minnesota, de madre católica y padre episcopal. Según su propio testimonio ha descrito su educación familiar como librepensadora y humanista en lugar de opresiva. El padre de Ruether murió cuando ella tenía 12 años y luego Ruether y su madre se mudaron a California. Ruether asistió a varias escuelas católicas atendidas por las Hermanas de la Providencia de St. Mary-of-the-Woods, Indiana, quienes, junto con el grupo de amigos de su madre, le ofrecieron a Ruether una sólida base feminista y activista que sentó las estructuras de su trabajo posterior. Su educación universitaria la cursó en el Scripps College entre los años 1954 a 1958. Entró con la intención de estudiar arte, pero un profesor, Robert Palmer, influyó en su decisión de cambiar a los clásicos. La pasión de Palmer por la cultura clásica griega y romana introdujo a Ruether en las filosofías e historias de la época. Recibió una maestría en clásicos e historia romana y más tarde un doctorado en clásicos y Patrística en la Escuela de Teología de Claremont.
Participó en el activismo por los derechos civiles durante la década de 1960 en Misisipi y Washington D. C. Trabajó para el Delta Ministry en Misisipi, donde estuvo expuesta a las luchas de las comunidades afroamericanas y las realidades del racismo. Se sumergió en la literatura de la teología de la liberación negra también llamada Teología negra durante su tiempo de enseñanza en la Escuela de Religión de la Universidad Howard. Dedicó su tiempo al movimiento por la paz en Washington D. C., y con frecuencia fue encarcelada junto a otros católicos y protestantes radicales debido a marchas y manifestaciones.
A pesar de su radicalismo, permaneció en la Iglesia Católica junto con otros activistas religiosos. Su primer libro, The Church Against Itself (1967), critica la doctrina de la iglesia y los puntos de vista de la iglesia sobre la sexualidad y la reproducción.
Está casada con el politólogo Herman Ruether. Han estudiado sus intereses por separado tras su matrimonio en el último año de carrera en la universidad de Ruether.

## Formación académica
Hizo una Licenciatura en Filosofía en Scripps College (1958), una maestría en Historia antigua (1960), y un doctorado en clásicos y patrística (1965) de Claremont, California.
En 1977, se convirtió en asociada del Instituto de Mujeres para la Libertad de Prensa (WIFP). WIFP es una organización editorial estadounidense sin fines de lucro. La organización trabaja para aumentar la comunicación entre mujeres y conectar al público con formas de comunicación basados en mujeres.
El 22 de enero de 2000, recibió un doctorado honoris causa de la Facultad de Teología de la Universidad de Uppsala, Suecia.
En 2012, recibió un título honorario de doctora en Humanidades (LHD) de Whittier College.
Su trabajo fue influyente en el campo de la teología feminista, influyendo en estudiosos como Beverly Wildung Harrison y Pauli Murray.

## Teología feminista
Según ella, las mujeres están excluidas de los roles académicos y del liderazgo dentro de la teología, lo que ha llevado a la proliferación de actitudes y creencias androcentristas. Sin mujeres capaces de contribuir a las importantes discusiones y decisiones que rodean la teología y la práctica cristianas, nunca habrá una representación equitativa de la experiencia de las mujeres en las creencias y tradiciones teológicas. Ella creía que la teología clásica y sus tradiciones ignoran la experiencia femenina, lo que perpetúa el dualismo ontológico de las mujeres como sujetos  secundarios en relación con los hombres. Como afirmaba, la teología feminista puede exponer y trabajar para cambiar el sistema inherentemente discriminatorio. Su creencia es que cualquier cosa que disminuya la humanidad de la mujer no debe ser un reflejo de la intención divina. El principio más importante de la teología feminista para ella, es la promoción de la humanidad plena de la mujer en la teología y las tradiciones cristianas. Para hacer esto, no solo se debe reconocer y codificar la experiencia femenina, sino que se debe revaluar la comprensión misma de cosas como la experiencia y la humanidad.